# Jan Miel
Jan Miel detto Giovanni Miel o anche Giovannino delle Vite (Beveren-Waas, 1599 – Torino, 1663) è stato un pittore fiammingo, attivo a in Italia nel gruppo della Scuola dei Bamboccianti il cui esponente principale fu Pieter van Laer. Fu fra i pittori impegnati nella decorazione del Palazzo del Quirinale, del Palazzo Reale di Torino e della Reggia di Venaria.

## Biografia
Nato a Beveren-Waas vicino ad Anversa, nel 1636 si trasferì a Roma, dove si unì al gruppo dei Bamboccianti e dipinse quadri come Mascherata e Carnevalata. Curiosamente collaborò anche nella decorazione di Palazzo Barberini, con Andrea Sacchi che disprezzava i temi della vita quotidiana che ispiravano i Bamboccianti.
Negli anni cinquanta, Pietro da Cortona lo chiamò a far parte nel gruppo di pittori («li pittori più celebri di quei tempi») coinvolti nel cantiere della decorazione della galleria di Alessandro VII del Palazzo del Quirinale.
Nel 1658 il duca di Savoia Carlo Emanuele II lo chiamò a Torino perché si occupasse della decorazione del Palazzo Reale di Torino e della Reggia di Venaria, allora in costruzione. Alla Reggia di Venaria realizzò un ciclo di affreschi sulla volta del centrale Salone di Diana e, nello stesso salone, dieci dipinti dedicati alle cacce del duca.
Il Museo civico di Montepulciano ospita due sue opere: "Il mercato" e "Serenata".

## Opere
- Il mendicante (1630 ca), Parigi, Musée du Louvre
- Sosta di contadini davanti a una taverna (1640-1650), Canberra, Ambasciata d'Italia
- Jan Miel, Filippo Gagliardi, Andrea Sacchi, Canonizzazione di sant'Ignazio nella chiesa del Gesù a Roma (Ingresso di Urbano VIII al Gesù) (1641), Roma, Palazzo Barberini
- La cena dei viaggiatori. Contadini che mangiano vicino a una locanda o si rilassano (II quarto del XVII secolo), Parigi, Musée du Louvre
- Adorazione dei pastori (1647-1655), Roma, Galleria Corsini
- Adorazione dei Magi (1650-1655), Roma, Galleria Corsini
- Adorazione dei Magi (1650), Roma, Galleria Corsini
- Sosta di cavalieri davanti a una taverna (1650-1660), Roma, Accademia Nazionale dei Lincei
- Carnevale romano (1653), Madrid, Museo del Prado
- Ciabattino (1653-1658), Roma, Galleria Corsini